# Bartsia longiflora
Bartsia longiflora là loài thực vật có hoa thuộc họ Cỏ chổi. Loài này được Hochst. ex Benth. mô tả khoa học đầu tiên năm 1846.